# NRJ België
NRJ België is een Belgische radiozender die sinds 3 september 2018 uitzendt in Vlaanderen. De radiozender is eigendom van Play Media en Mediahuis, en is net als zusterzender Play Nostalgie een merk van de NRJ Group. Reeds sinds de jaren '90 is er een Franstalige versie van NRJ actief in Wallonië en Brussel.

## Geschiedenis

### Voorgeschiedenis Radio Energy Vlaanderen

#### Radio Energy Vlaanderen tussen 1998 en 2002
Als Radio Energy was NRJ al eerder actief in Vlaanderen op verschillende frequenties. De zender zond uit vanuit Antwerpen en was eigendom van Concentra. Ze wisten geen landelijke frequentie te krijgen, en zo werd de zender in 2002 opgedoekt.

### Voorgeschiedenis SBS Belgium

#### Eerste poging radiozender SBS Belgium in 2001
Net zoals Radio Energy heeft SBS Belgium (huidige Play Media) een poging gewaagd voor een landelijke frequentie te krijgen via FM radio. Dit zou gebeuren met de zender N-Joy FM. N-Joy FM zou een mix zijn geworden van muziek van vroeger en nu. Dit idee werd nooit uitgevoerd.

#### Tweede poging radiozender SBS Belgium in 2016
SBS Belgium (huidige Play Media) onderzocht in 2016 opnieuw de mogelijk om een radiozender op te richten. Dit bleek technisch niet mogelijk, en hiermee werd ook de tweede poging nooit uitgevoerd.

### Geschiedenis NRJ België

#### Licentie voor S-Radio in 2017
Op 15 september 2017 werd bekend dat SBS Belgium een van de vier pakketten kreeg om een stadradionetwerk op te starten. Dit netwerk zou te ontvangen moeten zijn in alle grote Vlaamse steden. De zender kreeg de voorlopige naam S-radio en de bedoeling was om deze begin 2018 op te starten. Voor deze zender werd er samengewerkt met Mediahuis.

#### De start van NRJ België in 2018
Op 13 april 2018 werd bekendgemaakt dat de zender onder de naam NRJ zou gaan uitzenden vanaf het najaar van 2018, vanuit Antwerpen. Hiervoor werd een castingdag gehouden in juni 2018. Daarnaast werd bekendgemaakt dat VAR, een dochteronderneming van de VRT, het reclameluik zou gaan verzorgen. Twee maanden voor de start trok VAR zich terug na veel kritiek in de politiek en van de concurrentie. IP Belgium zou uiteindelijk de reclameregie onder handen nemen. Op 9 augustus 2018 werd bekendgemaakt dat NRJ zou starten op 3 september 2018 en werden ook de presentatoren bekendgemaakt. Enkele van de presentatoren werkten eerder al voor andere radiozenders.

#### Verloop van NRJ België
In het najaar van 2018, tijdens de eerste maanden dat de zender in de lucht was, bereikte NRJ gemiddeld 3.500 luistaars per dag. In het najaar van 2019 was dit al gemiddeld 30.000 luisteraars. Toch bleef het martaandeel 0,2%. Het hoogste martaandeel werd gehaald in de periode mei - augustus 2022 met 0,46% en gemiddeld 35.000 luisteraars. Tijdens de periode najaar 2022 viel het marktaantal terug naar 0,15%.
Door de slechte cijfers en het beperkte bereik is de programmering ook meermaals op de schop gegaan. Zo waren er eerst in het weekend meerdere dj's actief. Ook de weekprogrammering was een doorlopende programmering tot eind 2022. Van begin 2023 tot en met 14 april 2023 waren slechts drie gepresenteerde programma's per dag. Sinds 17 april 2023 is er enkel nog een middagprogramma op de zender. Door de eerdere wijzigingen en het verder afbouwen van de programmering zijn er steeds meer geruchten dat NRJ wordt opgedoekt voor een nieuw product. Op 3 juli 2023 werd NRJ op de vingers getikt door het VRM dat het zich niet aan het ingediende dossier zou houden, o.a. vanwege te weinig gepresenteerde programma's. NRJ heeft de tijd tot 30 september om zich aan te passen, anders zou het zijn FM-licentie verliezen. Op 28 september 2023 werd bekend dat NRJ vanaf 29 september 2023 niet meer te beluisteren is op FM radio. NRJ zal worden vervangen door Nostalgie+ en enkel nog digitaal verder gaan.

## Presentatie
Tot half 2023 waren er gepresenteerde programma's op NRJ. Dit is een lijst met de de presentatoren van NRJ door de jaren heen.
| - Louise Ailliet (2018-2023) - Sam Bedert (2022-2023) - Yoran Chanet (2022-2023) - James Cooke (2020) - Nasrien Cnops (2019-2023) - Olivia De Clercq (2018-2021) - Jari Degroeve (2022-2023) - Stephane Delmas (2019-2023) - Nathalie Delporte (2022) - Sen De Paepe (2021-2023) - Ken Flamant (2019-2023) - Youssef El Kaouakibi (2018-2020) | - Evi Geysels (2018-2020) - Leen Gijs (2021) - Amir Motaffaf (2021) - Kim Muylaert (2018-2021) - Xander Peeters (2018-2022) - Jarne Rediers (2020-2021) - Emma Salden (2018-2021) - Larissa Roose (2021-2022) - Ken Siereveld (2022-2023) - Elias Smekens (2018-2019) - Toon Smet (2018-2022) | - Stijn Smets (2019-2020) - Silvie Strobbe (2022) - Maude Van der Vorst (2021-2022) - Ella Van Eynde (2019-2021) - Gert Verhulst (2020) - Marie Verhulst (2020) - Viktor Verhulst (2020) - Julie Vermeire (2020) - Josefien Weyns (2020) - Valerie Wynants (2018-2020) - Michaël Joossens (2018-2022) |

## Programma's
NRJ België had in de beginjaren een lineair programmaschema met op weekdagen presentaties tussen 6 uur en 21 uur. In het weekend had het veelal presentatie van 14 uur tot 22 uur. De weekendprogrammering is door de jaren afgebouwd. Ook de weekprogrammering is meer afgebouwd. Begin 2023 was er enkel tijdens de ochtend- en avondspits nog presentatie en door de week tussen 11 en 14 uur. Wel wordt het weekend wel nog geopend met hitlijsten en afgesloten met dj-sets. Sinds 17 april 2023 was er enkel nog een middagprogramma met Louise Ailliet als hoofd-dj, totdat dit programma ook werd stopgezet half 2023.

## Ontvangst
NRJ is anno 2024 in Vlaanderen te ontvangen via DAB+ en digitale televisie en online. Vanaf de start van NRJ op 3 september 2018 tot en met 28 september 2023 was het in de grote steden te ontvangen via FM radio. Op 14 maart 2019 werden de uitzendingen op DAB+ gestart waarmee het in de rest van Vlaanderen te ontvangen via multiplex 5A en 5D. De ochtendshow werd ook iedere dag uitgezonden op het tv-kanaal van Play6 totdat de ochtendshow in april 2023 werd stopgezet.

### FM
Dit waren de FM-frequenties waarop NRJ te ontvangen was tot en met 28 september 2023.
| - Antwerpen: - Regio Antwerpen: 104.6 MHz - Regio Geel: 103.8 MHz - Regio Mechelen: 105.9 MHz - Regio Turnhout: 95.1 MHz | - Brussel: - Regio Brussel: 94.6 MHz | - Limburg: - Regio Genk: 88.0 MHz - Regio Hasselt: 104.1 MHz | - Oost-Vlaanderen: - Regio Aalst: 93.0 MHz - Regio Gent: 99.4 MHz - Regio Sint-Niklaas: 105.5 MHz | - Vlaams-Brabant: - Regio Leuven: 104.2 MHz | - West-Vlaanderen: - Regio Brugge: 91.3 MHz - Regio Kortrijk: 88.4 MHz - Regio Oostende: 107.1 MHz - Regio Roeselare: 96.2 MHz |

### DAB+
| - Antwerpen: Multiplex 5D (180,064 MHz) - Brussel: Multiplex 5D (180,064 MHz) - Limburg: Multiplex 5D (180,064 MHz) - Oost-Vlaanderen: Multiplex 5A (174,928 MHz) - Vlaams-Brabant: Multiplex 5D (180,064 MHz) - West-Vlaanderen: Multiplex 5A (174,928 MHz) |

### Digitale TV
| - Telenet: kanaal 943 - TV-Vlaanderen: kanaal 510 |